# Маслопуща
Маслопу́ща — село в Україні, у Сарненській міській громаді Сарненського району Рівненської області. Населення становить 176 осіб.
Відповідно до Розпорядження Кабінету Міністрів України від 12 червня 2020 року № 722-р «Про визначення адміністративних центрів та затвердження територій територіальних громад Рівненської області» увійшло до складу Сарненської міської громади.

## Географія
Селом протікає річка Михайлівка.
Село належить до 3 зони радіоактивного забруднення.

## Населення
За переписом населення 2001 року в селі мешкали 174 особи. 100 % населення вказали своєї рідною мовою українську мову.